# Maribel Verdú
María Isabel (Maribel) Verdú Rollán (Madrid 2 oktober 1970) is een Spaanse actrice.
Deze actrice begon haar carrière op 13-jarige leeftijd als model in modebladen en als actrice in verscheidene publiciteitsfilmpjes. Ze speelde in meer dan 60 films, meestal Spaanse. Ze is eveneens te zien op de planken en in tal van tv-reeksen. Toen ze 15 jaar werd legde ze zich volledig toe op het acteren en hield ze haar studies voor bekeken.
Ze behaalde twee keer de Goya voor beste vrouwelijke hoofdrol. Ze werd ook acht keer genomineerd voor deze prijs.
Haar grootste commerciële successen waren Y tu mamá también en El laberinto del fauno.

## Filmografie

### Film
Uitgezonderd korte films en televisiefilms.
| Filmografie als actrice |                                  |
| Jaar                    | Titel                            |
| 1986                    | El orden cómico                  |
| 1986                    | 27 horas                         |
| 1986                    | El año de las luces              |
| 1987                    | La estanquera de Vallecas        |
| 1987                    | El señor de los llanos           |
| 1988                    | El juego más divertido           |
| 1988                    | Barcelona Connection             |
| 1988                    | Sinatra                          |
| 1988                    | Soldadito español                |
| 1988                    | El aire de un crimen             |
| 1989                    | Los días del cometa              |
| 1989                    | Badis                            |
| 1990                    | Ovejas negras                    |
| 1991                    | Amantes                          |
| 1991                    | El sueño de Tánger               |
| 1992                    | Salsa rosa                       |
| 1992                    | Belle Époque                     |
| 1992                    | El beso del sueño                |
| 1993                    | El amante bilingüe               |
| 1993                    | Huevos de oro                    |
| 1993                    | Tres palabras                    |
| 1994                    | Al otro lado del túnel           |
| 1994                    | El cianuro... ¿solo o con leche? |
| 1994                    | Canción de cuna                  |
| 1996                    | La Celestina                     |
| 1997                    | La buena estrella                |
| 1997                    | Carreteras secundarias           |
| 1998                    | Frontera Sur                     |
| 1998                    | El entusiasmo                    |
| 1999                    | Goya en Burdeos                  |
| 2000                    | Toreros                          |
| 2000                    | El portero                       |
| 2001                    | El palo                          |
| 2001                    | Y tu mamá también                |
| 2001                    | Tuno negro                       |
| 2002                    | Lisístrata                       |
| 2003                    | Tiempo de tormenta               |
| 2003                    | Jericho Mansions                 |
| 2006                    | El laberinto del fauno           |
| 2007                    | El niño de barro                 |
| 2007                    | La zona                          |
| 2007                    | Siete mesas de billar francés    |
| 2007                    | Oviedo Express                   |
| 2008                    | Gente de mala calidad            |
| 2008                    | Los girasoles ciegos             |
| 2009                    | Tetro                            |
| 2011                    | 1395 dana bez crvene             |
| 2011                    | De tu ventana a la mía           |
| 2012                    | Fin                              |
| 2012                    | Blancanieves                     |
| 2012                    | Como estrellas fugaces           |
| 2013                    | 15 años y un día                 |
| 2013                    | Gente en sitios                  |
| 2013                    | La vida inesperada               |
| 2015                    | Felices 140                      |
| 2015                    | Sin hijos                        |
| 2016                    | La punta del iceberg             |
| 2016                    | El faro de las orcas             |
| 2017                    | Llueven vacas                    |
| 2017                    | Abracadabra                      |
| 2018                    | Sin rodeos                       |
| 2018                    | Ola de crímenes                  |
| 2018                    | Superlópez                       |
| 2019                    | El doble más quince              |
| 2019                    | El asesino de los caprichos      |
| 2020                    | El año de la Furia               |
| 2023                    | The Flash                        |